# Puerto Ayacucho
Puerto Ayacucho è una città del Venezuela capitale dello Stato di Amazonas. La città fu fondata il 9 dicembre del 1924 ed è diventata capitale di stato federale nel 1928.
Sorge sulla riva destra dell'Orinoco, in prossimità della frontiera con Colombia, il cui territorio si estende sulla sponda opposta del fiume. Dal suo porto si può salpare per il piccolo villaggio colombiano di Casuarito, raggiungibile in pochi minuti di navigazione.
Si estende su un territorio prevalentemente pianeggiante, ma comprendente anche alcuni bassi rilievi, chiamati "miradores" ("belvederi"), dai quali è possibile godere il panorama della città.
La popolazione presente ha diverse origini etniche: molti sono gli indigeni (Jiwi) arrivati dai piccoli centri abitati posti lungo la strada principale (tra Puerto Ayacucho e Puerto Samariapo), o, ancora da più lontano, dai villaggi che sorgono nella foresta lungo le sponde dei vari canali e fiumi, utilizzati come vie di comunicazione. I pochi abitanti ancora residenti in tali villaggi si recano in città per il commercio di prodotti alimentari e dei manufatti che vengono venduti nel cosiddetto Mercado indígena, situato lungo la Avenida Rio Negro, principale arteria della città, o nella Piazza Bolívar (Plaza Bolívar), dove si trova il Mercado viejo (Mercato vecchio).
Puerto Ayacucho è raggiungibile dalle altre città venezuelane principalmente per mezzo di piccoli aerei, che atterrano in un piccolissimo aeroporto situato nelle vicinanze. I piccoli centri circostanti sono invece raggiungibili tramite autobus (buscama).